# Pennisetum pauperum
Pennisetum pauperum är en gräsart som beskrevs av Ernst Gottlieb von Steudel. Pennisetum pauperum ingår i släktet borstgräs, och familjen gräs. Inga underarter finns listade i Catalogue of Life.